# Akiko Nakashima
Akiko Nakashima (jap. 中島 暁子, Nakashima Akiko; * 6. Juni 1977) ist eine japanische Badmintonspielerin.

## Karriere
Akiko Nakashima gewann bei den Weltmeisterschaften der Studenten 2000 Bronze im Damendoppel. Ebenfalls im Damendoppel wurde sie 2001 japanische Meisterin. 2002 siegte sie beim Volant d’Or de Toulouse und 2003 bei den Australian Open sowie den Polish International.

## Sportliche Erfolge
| Saison | Veranstaltung                     | Disziplin   | Platz | Name                              |
| ------ | --------------------------------- | ----------- | ----- | --------------------------------- |
| 2000   | Weltmeisterschaften der Studenten | Damendoppel | 3     | Yuko Matsuura / Akiko Nakashima   |
| 2001   | Japan: Einzelmeisterschaften      | Damendoppel | 1     | Akiko Nakashima / Keiko Yoshitomi |
| 2001   | Welsh International               | Damendoppel | 3     | Akiko Nakashima / Chihiro Ohsaka  |
| 2002   | Volant d’Or de Toulouse           | Damendoppel | 1     | Akiko Nakashima / Chihiro Ohsaka  |
| 2003   | Polish International              | Damendoppel | 1     | Chihiro Ohsaka / Akiko Nakashima  |
| 2003   | Australian Open                   | Damendoppel | 1     | Akiko Nakashima / Ai Hirayama     |